# Julius Blom
Julius Andreas Blom (29. november 1815 i København – 14. juni 1900 i Springforbi) var en dansk tømrermester og etatsråd.
Han er søn af murermester Thomas Blom og Ingeborg Cathrine født Carstensen. Efter at have gået på Efterslægtselskabets Skole kom han efter sin konfirmation (1830) i tømrerlære og blev svend i 1833. I sine derpå følgende otte svendeår var han et halvt år i udlandet. 1841 blev han tømrermester i København og har som sådan udfoldet stor virksomhed. Allerede som svend indtrådte han i byens brandkorps og avancerede her fra underbrandmester (1835) til vicebrandmajor (1859); 1868 blev han konstitueret som brandmajor, hvad han var, til loven af 15. maj 1868 om Københavns Brandvæsens omorganisation trådte i virksomhed i sommeren 1870. Ved sin afgang blev han på grund af sine fortjenester af brandvæsenet udnævnt til etatsråd. Han var også Kommandør af 2. grad af Dannebrog og Dannebrogsmand.
Fra 1849-55 var han medlem af Københavns Borgerrepræsentation, 1859 blev han meddirektør i Sparekassen for Kjøbenhavn og Omegn, og fra 1870-85 var han meddirektør i Kjøbenhavns Brandforsikrings-Societet, foruden at han har været og er medstifter og medbestyrer i en række foreninger og institutioner som f.eks. Københavns Sygehjem (1859), Nye danske Brandforsikrings-Selskab (1864), Stiftelsen for gamle Håndværksmestre, Diakonissestiftelsen, Trøstens Bolig, Kjøbenhavns Sporvejsselskab, Rysenstens Søbadeanstalt osv. 26. juni 1846 ægtede han Caroline Frederikke Funch, datter af urtekræmmer Funch.
Julius Bloms Gade på Nørrebro er opkaldt efter ham.